# 신위
신위(申緯, 1769년 ~ 1845년)는 조선 후기의 문신이다. 조선국 이조참판 등을 지냈다.

## 주요 이력
본관은 평산(平山). 자는 한수(漢叟), 호는 자하(紫霞)·경수당(警修堂)이다. 좌의정(정1품) 문희공 신개의 후손이다.
어려서부터 신동이라 불리었고 14세 때 정조가 그를 불러 크게 칭찬하였다. 1799년 알성 문과에 급제하여 도승지·이조참판(종2품)을 지냈다. 당시 시·서·화의 3절로 일컬어졌으며, 조선 이래 시작이 가장 많았었고 백년 이후의 시인들도 모두 그를 작시법의 스승으로 추대하였다. 천재적 시인으로 그의 이름은 국내보다 중국에 널리 알려졌고, 청조의 시풍을 민감하게 받아들여 참신한 시를 썼다. 그의 시작품 속에는 애국 애족적인 정신이 잘 나타나 국산품 애용, 양반 배척, 서얼의 차별대우 철폐, 당쟁의 배격 등을 제시했다. 그는 또한 서도와 그림에도 뛰어났다.
저서에 《경수당전고(警修堂全藁)》가 있는데, 그 가운데 있는 〈소악부(小樂府)〉에는 45수의 시조가 한역되어 실려 있다. 그가 쓴 〈동인론시(東人論詩)〉 35수는 신라의 최치원으로부터 그 당시까지의 시인들의 작품을 평가해 놓은 대표적인 평론집이라 할 수 있다.

## 가족 관계
- 할아버지 : 신유(申嚅)
  - 아버지 : 신대승(申大升)
  - 어머니 : 이영록(李永祿)의 딸
    - 부인 : 조윤형(曺允亨)의 딸
      - 장남 : 신명준(申命準)
      - 차남 : 신명연(申命衍)
      - 삼남 : 신명만(申命澫)
      - 사남 : 신명두(申命斗)
      - 사위 : 한명간(韓命幹)

## 같이 보기
- 한국화
- 한국의 화가 목록
- 한국의 미술